# 印度西部
印度西部是指印度西部沿海区域，包括果阿邦、古吉拉特邦、马哈拉施特拉邦以及達德拉-納加爾哈維利和達曼-第烏联邦属地。这一地区的大部原来曾是马拉地帝国和蒙兀兒帝國的一部分，后来成为英国殖民地。印度独立後归属印度。